# Hiroshi Saitō (calciatore)
Hiroshi Saitō (斉藤 浩史?, Saitō Hiroshi; Tokyo, 13 novembre 1970) è un dirigente sportivo ed ex calciatore giapponese di ruolo difensore, presidente dell'Atletico Suzuka.

## Carriera

### Dopo il ritiro
Entrò a far parte della Kyodo Co., Ltd., una compagnia specializzata nella produzione dj attrezzature industriali, dove fu nominato Presidente nel settembre 2013. Il 31 ottobre 2023, la Kyodo Co., Ltd. annunciò di essere diventata il nuovo proprietario dei Suzuka Point Getters dopo aver acquistato il 100% delle quote azionarie. Dunque Saito è stato nominato presidente del club, che è stato rinominato in Atletico Suzuka Club.